# Filipp Czerokmanow
Filipp Michajłowicz Czerokmanow (ros. Филипп Михайлович Черокманов, ur. 4 listopada?/16 listopada 1899 we wsi Marowka w obwodzie penzeńskim, zm. 8 czerwca 1978 w Woroneżu) – radziecki generał porucznik, Bohater Związku Radzieckiego (1943).

## Życiorys
Pracował jako robotnik rolny i pastuch, w maju 1919 został powołany do Armii Czerwonej, w 1920 ukończył szkołę pułkową, w styczniu 1921 został dowódcą plutonu w Nadwołżańskim Okręgu Wojskowym, uczestniczył w likwidacji powstania Antonowa w guberni tambowskiej. W 1922 skończył kursy dowódcze Nadwołżańskiego Okręgu Wojskowego, w październiku 1924 został pomocnikiem dowódcy i wkrótce dowódcą kompanii, później dowódcą batalionu, następnie naczelnikiem dywizyjnej szkoły młodszych dowódców, od 1926 należał do WKP(b). W 1936 ukończył kursy „Wystrieł” i został szefem sztabu pułku, w kwietniu 1937 pomocnikiem Wydziału 1 Sztabu Nadwołżańskiego Okręgu Wojskowego, w październiku szefem grupy kontroli przy Radzie Wojskowej tego okręgu, a w lutym 1938 dowódcą pułku. W maju 1939 skończył kursy doskonalenia kadry dowódczej przy Akademii Sztabu Generalnego, w październiku 1939 objął dowództwo 148 Dywizji Piechoty w Nadwołżańskim Okręgu Wojskowym, od czerwca 1941 uczestniczył w wojnie z Niemcami w składzie 13 Armii kolejno na Froncie Zachodnim, Centralnym i Briańskim, biorąc udział w walkach obronnych na Białorusi i w bitwie pod Smoleńskiem, był ranny.
Od 16 września 1941 do lutego 1942 ponownie dowodził 148 Dywizją Piechoty, która 9 grudnia 1941 wyzwoliła miasto Jelec, a 25 grudnia Liwny, od 10 lutego 1942 do 27 czerwca 1943 dowodził 6 Gwardyjską Dywizją Piechoty 13/65 Armii Frontu Centralnego, 3 maja 1942 otrzymał stopień generała majora. Uczestniczył w bitwie pod Kurskiem, w lipcu 1943 objął dowództwo 27 Korpusu Piechoty 65 Armii Frontu Centralnego/Białoruskiego, brał udział w operacji czernihowsko-prypeckiej, sforsował rzeki Desna, Snow i Soż, 15 października 1943 dwie dywizje jego korpusu osiągnęły Dniepr w obwodzie homelskim. Uczestniczył w operacji proskurowsko-czerniowieckiej i lwowsko-sandomierskiej, zajmując Beresteczko, Radziechów, Jarosław oraz zajmując przyczółek sandomierski, później brał udział w operacji wiślańsko-odrzańskiej, w 1945 awansowano go na generała porucznika. Po wojnie nadal dowodził korpusem, w 1948 ukończył wyższe kursy akademickie przy Akademii Wojskowej im. Woroszyłowa i został dowódcą 29 Gwardyjskiego Korpusu Piechoty, w lutym 1951 dowódcą 3 Armii w Grupie Wojsk Radzieckich w Niemczech, a w listopadzie 1951 dowódcą 7 Armii w Zakaukaskim Okręgu Wojskowym. Od lipca 1955 do sierpnia 1957 był zastępcą dowódcy wojsk Turkiestańskiego Okręgu Wojskowego, następnie zakończył służbę wojskową.

## Odznaczenia
- Złota Gwiazda Bohatera Związku Radzieckiego (30 października 1943)
- Order Lenina (dwukrotnie – 30 października 1943 i 21 lutego 1945)
- Order Czerwonego Sztandaru (trzykrotnie – 18 stycznia 1942, 3 listopada 1944 i 15 listopada 1950)
- Order Suworowa I klasy (29 maja 1945)
- Order Suworowa II klasy (dwukrotnie – 16 września 1943 i 25 sierpnia 1944)
- Order Kutuzowa II klasy (6 kwietnia 1945)
- Order Czerwonej Gwiazdy
- Krzyż Wojenny Czechosłowacki 1939 (Czechosłowacja
- Krzyż Walecznych (Polska Ludowa)

I medale.